# 法爾利山
86°35′S 152°30′W / 86.583°S 152.500°W
法爾利山（英語：Mount Farley）是南極洲的山峰，位於阿蒙森海岸，海拔高度2,670米，處於麥克納利峰以東6公里的斯科特冰川西岸，屬於毛德王后山脈的一部分，在1934年12月由美國探險隊發現，現時由南極條約體系管理。